# كولفيلد (ميزوري)
كولفيلد (بالإنجليزية: Caulfield)‏ هي إحدى المجتمعات الفردية (غير مصنفة) في ولاية ميزوري في الولايات المتحدة الأمريكية.